# Išnja
Išnja è una cittadina della Russia europea centrale, situata nella oblast' di Jaroslavl'; appartiene amministrativamente al rajon Rostovskij.
Si trova nella parte meridionale della oblast', sulle sponde del piccolo fiume omonimo.